# Mercedes-Benz W100

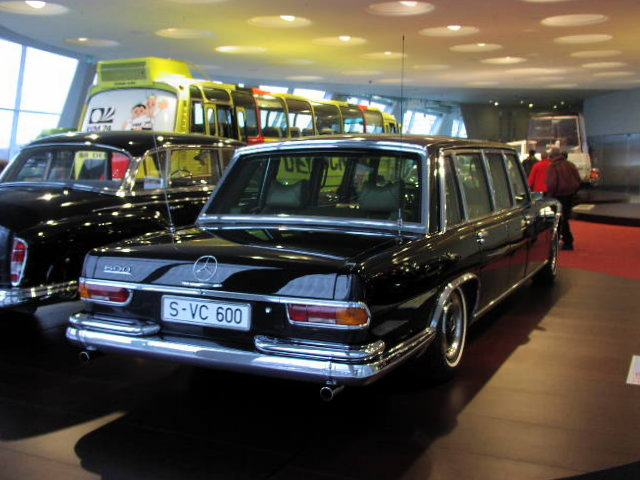
Mercedes-Benz 600 Pullman – în Muzeul Mercedes, folosit anterior pentru transportul celor mai importanți oaspeți ai Guvernului German

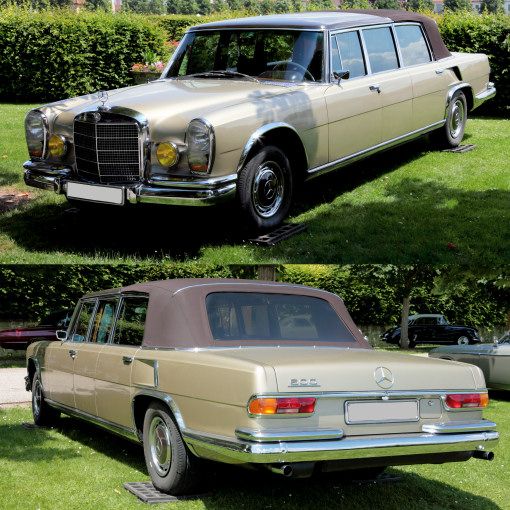
Mercedes 600 Landaulet

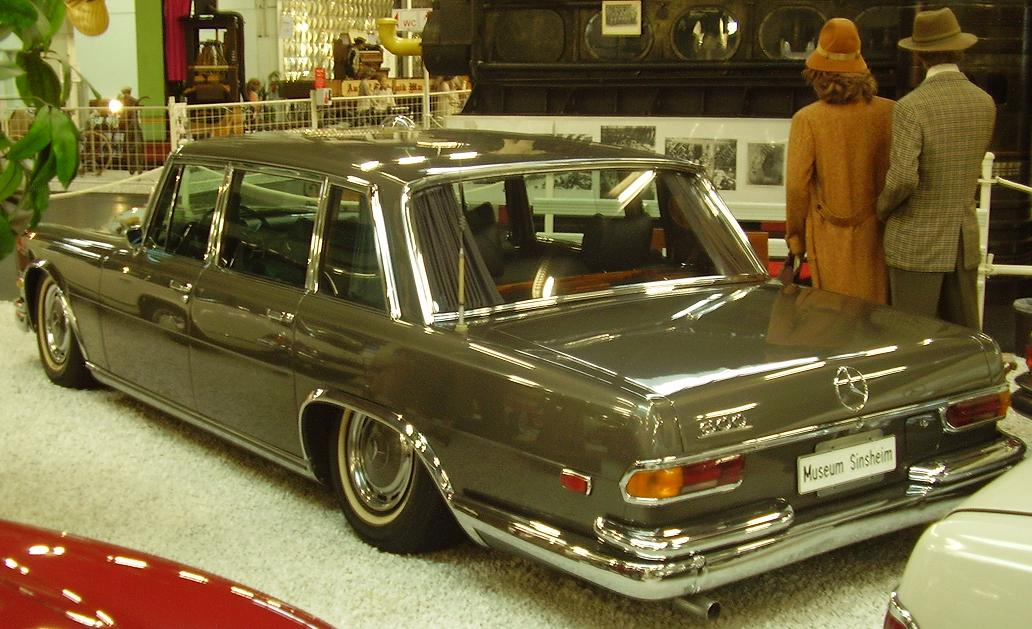
Mercedes 600 în Muzeul Sinsheim, cu garda lăsată, până la acționarea compresorului de aer pentru a oferi presiune suspensiilor

Mercedes-Benz 600 este un automobil de lux sofisticat, produs de Mercedes-Benz în variantele sedan și limuzină, între anii 1963 și 1981. În general, modelele cu ampatament scurt (SWB) erau construite pentru a fi conduse de proprietarul lor, pe când cele cu ampatament alungit (LWB) erau dotate cu un separator din sticlă neagră, acționat electronic, fiind create pentru a fi conduse de un șofer.
Predecesor al lui Maybach Marque, „Mercedes Grosser” Typ 600, a fost lansat ca o variantă îmbunătățită a lui Typ 300 Adenauer, păstrând aceeași poziție de serie reprezentativă, dar și cea mai scumpă, a producătorului. Acesta a fost clasat cu mult deasupra seriei anterioare de automobile 300, Mercedes-Benz W112. Competitorii săi au fost puțini, iar printre aceștia se numără câteva modele produse de Rolls-Royce și Bentley și automobilele Cadillac Fleetwood 75, Lincoln Continental Lehmann-Peterson și Chrysler Imperial Crown Ghia. 
Gama Mercedes-Benz 600 a fost ultima serie de automobile de lux a producătorului, cu producție neîntreruptă, încă de la seria Simplex de 60 CP, din 1903. În anul 1981 producția acestei serii a încetat complet. Compania avea să revină în acest segment de piață, odată cu lansarea lui Maybach 57/62, 20 de ani mai târziu. Cu toate acestea, această serie a fost un eșec total în ceea ce privește cererea din piață, la fel ca și competitoare sa britanică, astfel că în 2012, Daimler a renunțat complet la gama Maybach, cu decizia de a nu mai reveni asupra acestui segment de piață. În prezent, automobilul de top al producătorului este Mercedes-Maybach S Class, care se încadrează pe o treaptă mult mai mică în ceea ce privește prețul de listă, și nu are niciun fel de legătură cu vechiul Grand 600, sau a modelelor anterioare. Cu toate acestea, Mercedes-Maybach S Class este primit în piață ca un succesor spiritual, întrucât este prima mașină de lux lansată după întreruperea seriei 600, și singura care se bucură de câteva dotări nemaiîntâlnite anterior în toată gama S Class.

## Istoric
Producția gamei 600 a început în 1964 și a continuat până în 1981.  În această perioadă, cifra de produție a ajuns la 2,677 de unități, incluzâd 2,190 de limuzine, 300 de mașini tip Pullman, 124 de automobile tip Pullman cu 6 uși, și 59 de autovehicule tip Landaulet (sinonim: Cabriolet).

## Modele
Seria Mercedes-Benz 600 era disponibilă în două variante principale:
- Un sedan cu 4 uși cu ampatament scurt, disponibil cu fereastră separatoare acționată electric între partea din față și cea din spate, deși cele mai multe exemplare erau cerute și vândute fără această dotare;
- O limuzină tip Pullman cu 4 uși, cu ampatament alungit (care avea 2 scaune în plus, orientate spre partea din spate a mașinii, care era separată de cea din față de o fereastră acționată electric, model care a stat la baza noii seri 304) și o limuzină cu 6 uși (care avea încă două scaune orientate spre partea din față, poziționate în dreptul celor două portiere din mijloc, și o banchetă obișnuită în partea din spate a mașinii).

O mare parte din modelele de limuzină au fost construite ca automobile tip Landaulet, partea din spate, cea pentru pasageri, acoperită de un plafon retractabil din pânză impermeabilă. Acestea au fost folosite de personalități precum Papa și reprezentanții Guvernului German, pe parcursul vizitei din Germania a reginei Elisabeta a II-a, în 1965. Producția acestui model a fost întreruptă în anul 1980.
Mercedes a produs și două mașini coupé speciale, una drept cadou de pensionare pentru cel ce fusese designerul principal al mărcii timp de foarte mulți ani, Dr. Rudolf Uhlenhaut, iar ce-a doua pentru un anume Dr. Fritz Nallinger. Aceste autovehicule aveau un ampatament cu 22 cm (8.6 inch) mai scurt decât cel al modelelor clasice de sedan cu ampatament scurt – SWB. Un al treilea astfel de automobil a fost construit de experții gamei Mercedes-Benz 600 și restauraratori auto Karl Middelhauve și Asociații din Wausau, Wisconsin, dintr-un sedan SWB.
Aceeași companie din Wisconsin preluase câteva automobile sedan cu ampatament scurt din gama 600 și le transformase în mașini tip coupé, după modelul Chevrolet El Camino. Unul dintre acestea a fost chiar dotat cu un compresor Vorthech supercharger.
În ceea ce privește automobilele tip Landaulet, a fost construit un singur exemplar cu ampatament scurt, cu 4 uși. Acesta îmbina cu succes manevrabilitatea unui automobil cu ampatament scurt, cu calitățile unui Landaulet, și a fost fabricat în 1967 special pentru un fost pilot de curse, Philipp Constantin von Berckheim.

## Mecanică
Dimensiunile mari și greutatea lui Mercedes-Benz 600, dar și numeroasele sale dotări acționate hidraulic, necesitau un motor cu o putere mult mai mare decât cel mai puternic motor produs de Mercedes până atunci – M189 cu 6 cilindri, și capacitate de 3 l. Astfel a luat naștere un nou motor tip V8, cu o capacitate aproape dublă, de 6.3 l – M100. Acesta avea un arbore unic de distribuție cu pinioane, și o injecție mecanică de benzină Bosch. Noul motor dezvolta 300 CP, din care 50 CP erau utilizați numai pentru susținerea diferitelor sisteme acționate hidraulic.
Sistemul complex de presiune hidraulică al lui Mercedes 600, de 150 de bari (2,176 psi) era utilizat pentru acționarea geamurilor, a scaunelor, a trapei, capotei portbagajului, precum și a portierelor acționate automat. Suspensiile hidraulice confereau o înaltă calitate a condusului și un grad ridicat de siguranță la manevrarea automobilului pe orice tip de suprafață.
În 1967, motorul M-100 și sistemul hidraulic au fost folosite pe o mașină mult mai mică, dar la fel de remarcabilă – 300SEL 6.3, creând astfel cel mai rapid sedan cu 4 uși din lume. Odată cu lansarea șasiului W116, s-a produs o versiune mai puternică a motorului M-100, cu o capacitate de 6.9 L, și a fost utilizat pentru Mercedes-Benz 450SEL 6.9.

## Proprietari celebri
- Papa
- Coco Chanel
- Hugh Hefner
- Elizabeth Taylor
- John Lennon
- George Harrison
- Karen Carpenter
- Jay Kay
- Kim Jong-un,[5][6]
- Aristotle Onassis
- Jack Nicholson
- Simon Spies
- Ronnie Wood
- Bob Jane
- Frank Packer
- Elvis Presley
- Rowan Atkinson
- Jay Leno (al cărui Mercedes-Benz 600 cu apatament scurt a fost modificat de către compania Karl Middelhauve și Asociații, care i-a adăugat un supercharger, făcând din acesta unicul Mercedes-Benz 600 Kompressor existent)
- Peter Freedman
- Jeremy Clarkson.[7][8]

Mercedes-ul 600 al lui Clarkson, fabricat în 1973, a apărut într-una din edițiile Top Gear ale vremii – Ccompetiția: Mercedes-Benz 600 vs. Rolls-Royce Corniche Coupé. Atunci, 600 a concurat împotriva unui Rolls-Royce Corniche Coupé, care aparținea lui James May (an de fabricație 1972), iar cursa a fost câștigată de Mercedes-Benz 600.
Lideri de stat – Proprietari de Mercedes-Benz 600:
- Regele Khalid Bin Abdulaziz Al Saud of Saudi Arabia
- Park Chung-hee
- Josip Broz Tito (1971 Pullman Landaulet)
- Nicolae Ceaușescu
- Pol Pot
- Președintele Bangladeshului
- Enver Hoxha
- Francois (Papa Doc) Duvalier
- Jean-Bédel Bokassa
- Împăratul Hirohito,
- F. W. de Klerk
- Leonid Brezhnev
- Idi Amin
- Fidel Castro
- Robert Mugabe,
- Jomo Kenyatta
- Daniel Moi
- Ferdinand Marcos (deținea 4 exemplare, inclusiv un Landaulet, un Mercedes cu caroserie blindată, din 1971, și o versiune cu 6 uși a acestuia),[9]
- Kim Il-sung
- Kim Jong-il
- Kim Jong-un (deținea și un exemplar Laudaulet, iar ambele sale automobile Mercedes au defilat la cea de-a 65-a Paradă aniversară Pyongyang, din 10 octombrie 2010)
- Saddam Hussein, (deținea un Laudaulet cu apatament alungit, care a fost recuperat după căderea Baghdadului , iar azi este deținut de Muzeul Petersen din Los Angeles)[10]
- Shahul Iranian Mohamman Reza Pahlavi (și curtea regală a acestuia deținea numeroase exemplare Mercedes 600)
- Revoluționarul chinez  Mao Zedong
- Fostul ministru al Afacerilor Externe al Chinei  Chen Yi
- Deng Xiaoping
- Soția primului Premier chinez Zhou Enlai - Deng Yingchao
- Fostul rege al Cambodgiei Norodom Sihanouk Norodom Sihanouk

au folosit Mercedes - Benz 600. Primul regim senegalez (1960 – 1980), sub conducerea lui Léopold Sédar Senghor, deținea 3 automobile din gama 600, unul cu apatament scurt, unul cu apatament alungit și un Landaulet, înlocuit ulterior cu o limuzină W126.
Primul președinte al Indoneziei, Soekarno, deținea de asemenea un Mercedes 600 cu ampatament scurt.
Președintele Anastasio Somoza Debayle al statului Nicaragua, a achizționat un 600 cu apatament scurt, din prima tranșă de producție, pentru soția sa, Hope Portocarrero.
Liderul religios Guru Maharaj Ji, deținea și el un astfel de automobil, precum și bine cunoscutul producător și dealer de droguri columbian Pablo Escobar, care avea un exemplar cu ampatament alungit și 6 uși, care a fost distrus într-un atac asupra lui Escobar în 1988, în Medellin.
În domeniul cinematografiei, Mercedes-Benz 600 a avut apariții în câteva dintre filmele seriei James Bond, cea mai notabilă fiind cea din On Her Majesty’s Secret Service și Diamonds are forever, unde automobilul aparținea personajului negative, Ernst Stavro Blofeld. Kamal Khan apare conducând un 600 în Octopussy. 
În televiziune, o limuzină Mercedes Benz 600 este folosită de capul familiei ficționale Channing / Gioberti, Angela Channing în serialul american Falcon Crest. Imagini ale automobilului parcurgând drumul de la San Francisco,pe Golden GATE Bridge, până la podgoria din Falcon Crest, au fost utilizate în genericul tuturor episoadelor primlor 4 sezoane ale serialului. În plus, acesta a avut numeroase apariții și în serialul Friday the 13th.
În ceea ce privește contextul politic, automobilele serie 600 au fost, vreme îndelungată, asociate totalitarismului, dictaturii și, într-un procent mai mic, regimurilor comuniste. Toate acestea, datorită popularității sale printre liderii și reprezentanții unor astfel de regimuri politice, la finele anilor 1960, la fel cum predecesorul său, 770, a fost asociat cu liderii Antantei.

## Referinte
1. ↑  Oswald, Werner (2001). Deutsche Autos 1945-1990, volume 5 (în German). Motorbuch Verlag. p. 54. ISBN 3-613-02131-5.
2. 1 2  „Mercedes-Benz 600 'Super Mercedes' (W 100), 1964 up to 1981”. media.daimler.com. Arhivat din original la 30 decembrie 2014. Accesat în 30 decembrie 2014.
3. ↑  „De legendarische Mercedes-Benz 600 (W100) aka Grosser is natuurlijk bij iedereen bekend, maar wist je ook dat er naast de reguliere variant, Pullman en Landaulet ook nog een 2-deurs Coupé bestond?”. Autoblog.nl (în Dutch). 21 februarie 2012. Accesat în 18 februarie 2015.
4. ↑  Werminghausen, Martin (11 februarie 2014). „Mercedes Air Suspension” (PDF). Mercedes Air Suspension Solutions. Accesat în 18 iunie 2016.
5. ↑  „Kim Jong-un 'Loves Nukes, Computer Games and Johnny Walker'”. The Chosun Ilbo (ed. English). 20 decembrie 2010. Accesat în 18 iunie 2016.
6. ↑  Pattni, Vijay (2 ianuarie 2009). „Jay Kay's multi-million pound car collection”. Autotrader. Arhivat din original la 2 mai 2012. Accesat în 9 iulie 2012. Jay's Merc 600 boasts a history as impressive as the car's looks – it was previously owned by none other than Coco Chanel
7. ↑  Clarkson, Jeremy (13 ianuarie 2008). „Mazda MX-5: It's far too cool for you, Mr Footballer”. The Sunday Times. Accesat în 13 ianuarie 2008.[nefuncțională – arhivă]
8. ↑  Top Gear: Grosser vs. Corniche old car challenge part 1 - Top Gear - BBC  & Top Gear: Grosser vs. Corniche old car challenge part 2 - Top Gear - BBC  Uploaded by TopGear on 28 august 2009
9. ↑  „Mercedes-Benz 600 Pullman 1967”. Classic Cars For Sale. Arhivat din original la 21 septembrie 2016. Accesat în 18 iunie 2016.
10. ↑  Stewart, Ben (8 aprilie 2013). „10 Strange and Notorious Cars From the Petersen Museum Vault”. Popular Mechanics. Accesat în 18 iunie 2016.
11. ↑  诗香雅韵 (29 iulie 2007). „二十世纪豪车极品-奔驰600系列”.
12. ↑  Oswald, Werner (2001). Deutsche Autos 1945-1990, Band 4 (în German). Motorbuch Verlag. ISBN 3-613-02131-5.
13. ↑  Covello, Mike (2002). Standard Catalog of Imported Cars 1946-2002. Iola: Krause Publication. p. 533. ISBN 0-87341-605-8.

## Link-uri externe
- Mercedes-Benz 600 – historical information at Daimler.com Arhivat în 2 aprilie 2015, la Wayback Machine.
- The International M-100 Group (with a car registry by serial number)
- Photos of the 1965 papal landaulet at Conceptcarz.com
- Presentation of the 600 SWB at Amelia Island, Florida - video
- Jay Leno's Garage – 1972 Mercedes-Benz 600 - video
- Informații despre Mercedes S Class 2021